# Крюкова улица
Крю́кова улица — улица в Красногвардейском районе Санкт-Петербурга. Проходит от Среднеохтинского проспекта до проспекта Металлистов.

## История
До 1964 года улица входила в состав Полевой улицы, которая начиналась у пересечения шоссе Революции и Пискарёвского проспекта. В 1900 году Полевая улица превратилась в Полевую дорогу. Тогда исчез её первый участок, и она стала начинаться от Охтенской улицы, проходившей от неё на север параллельно Охтенской дороге. В 1933 году Полевая улица стала Охтенским проездом.
Изначально Крюковой улицей назывался проезд, начинавшийся от шоссе Революции примерно напротив Большеохтинского проспекта и упиравшийся в Полевую улицу. Название присвоено в 1910 году по фамилии Михаила Алексеевича Крюкова, домовладельца, владевшего несколькими несохранившимися домами по левой стороне улицы. 16 января 1964 года в связи с реконструкцией района часть Охтинского проезда вошла в состав улицы, а другая часть была упразднена. В 1967 году участок Крюковой улицы вошёл в территорию сада «Нева» (в настоящее время этот участок существует как аллея без названия), и от улицы осталась вторая половина, которая принадлежала Охтинскому проезду.

## Транспорт
Ближайшие к Крюковой улице станции метро — «Площадь Ленина» 1-й (Кировско-Выборгской) линии, а также «Ладожская» и «Новочеркасская» 4-й (Правобережной) линии.
Движение наземного общественного транспорта по улице отсутствует.